# Roni Ben-Hur

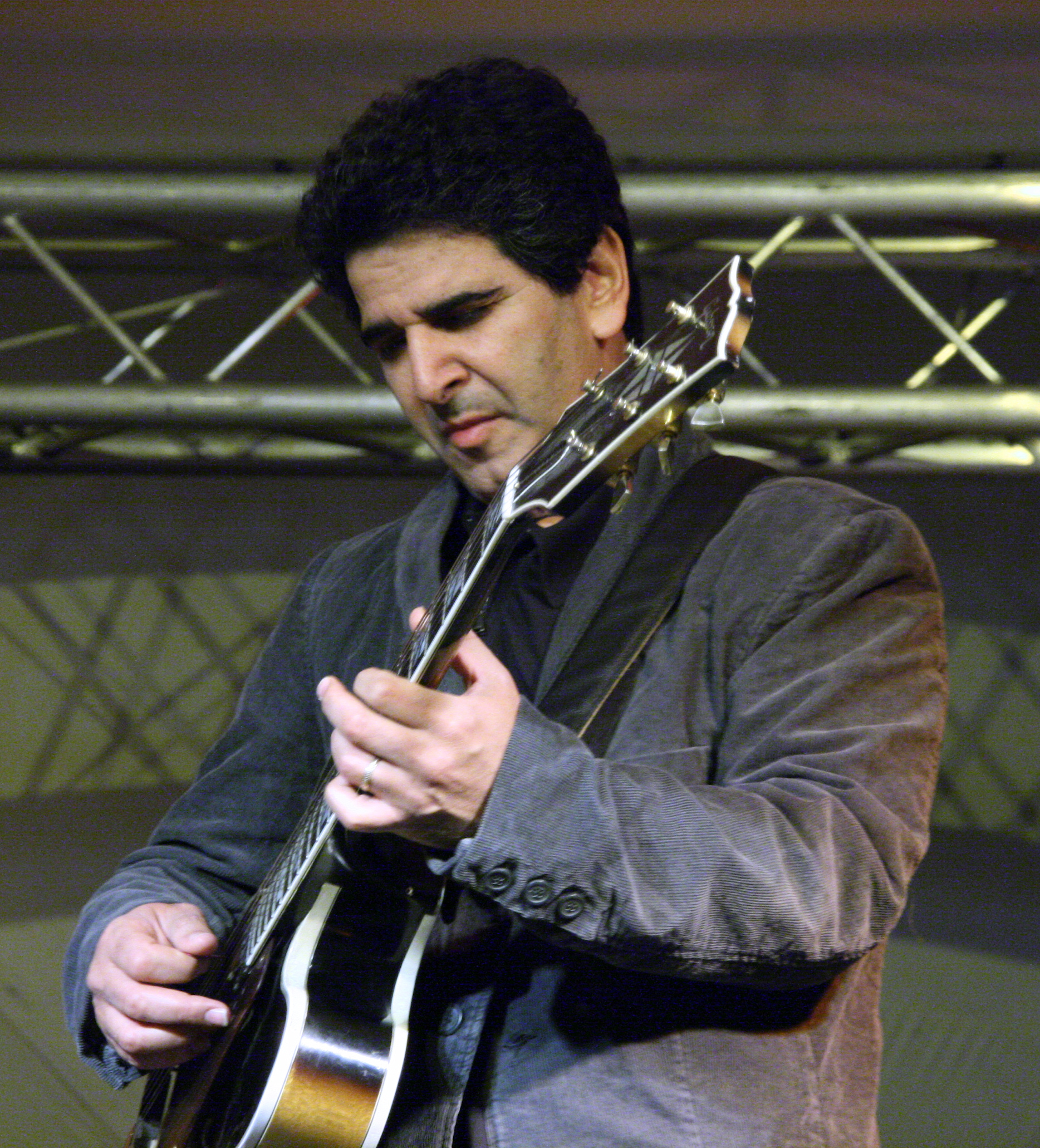
Roni Ben-Hur, 2008

Roni Ben-Hur (* 9. Juli 1962 in Dimona als Roni Bohobza) ist ein israelischer Jazzmusiker (Gitarre, Komposition).

## Leben und Wirken
Ben-Hur, dessen Eltern 1955 aus Tunesien migrierten, begann mit elf Jahren Gitarrenunterricht in Dimona zu nehmen, kam aber mit seinem Lehrer nicht zurecht. Daher brachte er sich selbst das Gitarrenspiel autodidaktisch bei, indem er Songs von Leonard Cohen, den Beatles, Led Zeppelin und Pink Floyd kopierte. Jazz hörte er zum ersten Mal in der 11. Klasse, als ein Freund ihn auf Alben der Crusaders und von Chick Corea aufmerksam machte. Daraufhin nahm er Unterricht bei Carl Abramovich, um dann professionell als Musiker zu arbeiten.
1985 zog Ben-Hur nach New York City, wo er dann lebte (seit 1998 wohnt er mit seiner Frau Amy London und den gemeinsamen Töchtern in Teaneck). Er besuchte das Jazz Cultural Theatre und studierte bei Barry Harris. Er erwarb sich seinen Ruf als Bebop-affiner Spieler durch seine Alben Backyard (von 1995 mit dem Barry Harris Trio), Sofia’s Butterfly von 1998 und Anna’s Dance von 2001. Auch arbeitete er mit Etta Jones, Cecil Payne, Charles Davis, Chris Anderson, Teri Thornton, Charles McPherson, George Kelly, Earl May und Bill Doggett. Gemeinsam mit Bertha Hope, Charles Davis, Walter Booker, Leroy Williams und Amy London erinnerte er im El MOllenium Quintet an die Musik von Elmo Hope. Mit Amy London entstand 1997 das Album Two for the Road.
Seine Affinität für brasilianische Musik deutete sich erstmals auf seinem Album Signature (2005) an, auf dem sich werkgetreue Interpretationen von Antonio Carlos Jobims „Luiza“ und Heitor Villa-Lobos’ „Choro No. 1“ finden. Auf dem Folgealbum Keepin’ It Open wechselten Stücke von Elmo Hope und Thelonious Monk mit solchen von Dori Caymmi und Djalma Ferreira. Auf dem Album Mojave (2011) arbeitete er mit Nilson Matta, und auf dem Duoalbum Alegria De Viver (2015) mit Leny Andrade widmete er sich der Música Popular Brasileira, ebenso wie auf seinem Album Samba do Arraia (2020). Zu seinem Trio gehören Harvie S und Tim Horner (Introspection, 2018).  2021 legte er im Quintett mit George Cables, Ingrid Jensen, Harvie S und Victor Lewis das Album Something for Kenny (Dot Time) vor. Weiterhin kam es zur Zusammenarbeit mit Andrea Brachfeld, Bill Doggett, Gene Bertoncini und Ralph Lalama.
1994 kam Ben-Hur als Gründungsdirektor des Jazzprogramms an die Lucy Moses School am Kaufman Center in Manhattan. Weiterhin veranstaltet er eigene Jazzcamps im Sommer in Vermont und im Frühjahr und Herbst in Südfrankreich sowie Online-Workshops und Masterclasses.

## Diskographische Hinweise
- Harvie S & Roni Ben-Hur: Wondering (Dot Time Records, 2022)

## Schriften
- Talk Jazz Guitar: A Comprehensive Collection of Be Bop Studies for the Aspiring and Professional Jazz Guitarist MelBay 2004, ISBN 978-0-9744494-3-2.